# Lijst van rijksmonumenten in Hollum
De plaats Hollum telt 53 inschrijvingen in het rijksmonumentenregister. Hieronder een overzicht. 
Voor een overzicht van alle beschikbare afbeeldingen zie de categorie Rijksmonumenten in Ameland op Wikimedia Commons.
| Object                                                                             | Oorspronkelijke functie? | Bouwjaar                                                          | Architect                        | Locatie                             | Coördinaten?                  | Nr.?   | Afbeelding                                                                         |
| ---------------------------------------------------------------------------------- | ------------------------ | ----------------------------------------------------------------- | -------------------------------- | ----------------------------------- | ----------------------------- | ------ | ---------------------------------------------------------------------------------- |
| Karakteristiek Amelander huis onder zadeldak tussen topgevels                      | Woonhuis                 | 1616                                                              |                                  | J. Bakkerstraat 7                   | 53° 26' 27" NB, 5° 38' 15" OL | 7659   | Karakteristiek Amelander huis onder zadeldak tussen topgevels                      |
| Karakteristiek dubbel Amelander huis onder zadeldak tussen topgevels               | Werk-woonhuis            | 1764                                                              |                                  | J. Bakkerstraat 13                  | 53° 26' 28" NB, 5° 38' 15" OL | 7660   | Meer afbeeldingen                                                                  |
| Karakteristiek Amelander huis onder zadeldak tussen topgevels                      | Woonhuis                 | 1668                                                              |                                  | Burenlaan 11                        | 53° 26' 11" NB, 5° 38' 24" OL | 7661   | Karakteristiek Amelander huis onder zadeldak tussen topgevels                      |
| Karakteristiek Amelander huis onder zadeldak tussen topgevels                      | Woonhuis                 | 1664                                                              |                                  | Burenlaan 13                        | 53° 26' 11" NB, 5° 38' 24" OL | 7662   | Meer afbeeldingen                                                                  |
| Karakteristiek Amelander huis onder zadeldak tussen topgevels                      | Woonhuis                 | 1718                                                              |                                  | Burenlaan 15                        | 53° 26' 12" NB, 5° 38' 23" OL | 7663   | Meer afbeeldingen                                                                  |
| Karakteristiek Amelander huis onder zadeldak tussen topgevels                      | Woonhuis                 | 1735                                                              |                                  | Burenlaan 17                        | 53° 26' 12" NB, 5° 38' 23" OL | 7664   | Meer afbeeldingen                                                                  |
| Karakteristiek Amelander huis onder zadeldak tussen topgevels                      | Woonhuis                 |                                                                   |                                  | Burenlaan 8                         | 53° 26' 11" NB, 5° 38' 26" OL | 7665   | Meer afbeeldingen                                                                  |
| Karakteristiek Amelander huis onder zadeldak tussen topgevels                      | Woonhuis                 |                                                                   |                                  | Burenlaan 12                        | 53° 26' 12" NB, 5° 38' 26" OL | 7666   | Meer afbeeldingen                                                                  |
| Karakteristiek Amelander huis onder zadeldak tussen topgevels                      | Woonhuis                 |                                                                   |                                  | Burenlaan 14                        | 53° 26' 12" NB, 5° 38' 25" OL | 7667   | Meer afbeeldingen                                                                  |
| Karakteristiek Amelander huis onder zadeldak tussen topgevels                      | Woonhuis                 |                                                                   |                                  | Burenlaan 18                        | 53° 26' 13" NB, 5° 38' 25" OL | 7668   | Karakteristiek Amelander huis onder zadeldak tussen topgevels                      |
| Achtergevel van Amelander huis                                                     | Woonhuis                 |                                                                   |                                  | Burenlaan 32                        | 53° 26' 15" NB, 5° 38' 25" OL | 7669   | Meer afbeeldingen                                                                  |
| Karakteristiek Amelander huis onder zadeldak tussen topgevel                       | Woonhuis                 | 1860                                                              |                                  | Burenlaan 36                        | 53° 26' 16" NB, 5° 38' 26" OL | 7670   | Meer afbeeldingen                                                                  |
| Karakteristiek Amelander huis onder zadeldak tussen topgevels                      | Woonhuis                 |                                                                   |                                  | J.W. Burgerstraat 1                 | 53° 26' 26" NB, 5° 38' 19" OL | 7671   | Meer afbeeldingen                                                                  |
| Karakteristiek Amelander huis onder zadeldak tussen topgevels                      | Woonhuis                 | 1641                                                              |                                  | J.W. Burgerstraat 5                 | 53° 26' 27" NB, 5° 38' 17" OL | 7672   | Karakteristiek Amelander huis onder zadeldak tussen topgevels                      |
| Karakteristiek Amelander huis onder zadeldak tussen topgevels                      | Woonhuis                 | 1743                                                              |                                  | Herenweg 2                          | 53° 26' 19" NB, 5° 38' 28" OL | 7673   | Meer afbeeldingen                                                                  |
| Karakteristiek Amelander huis onder zadeldak tussen topgevels                      | Woonhuis                 | 172?                                                              |                                  | Herenweg 8                          | 53° 26' 19" NB, 5° 38' 25" OL | 7674   | Meer afbeeldingen                                                                  |
| Karakteristiek Amelander huis onder zadeldak tussen topgevels                      | Woonhuis                 | 1779                                                              |                                  | Herenweg 12                         | 53° 26' 18" NB, 5° 38' 24" OL | 7675   | Meer afbeeldingen                                                                  |
| Boerderij met wit bepleisterd voorhuis onder schilddak met dakkapel en schoorsteen | Boerderij                |                                                                   |                                  | J. Jacobstraat 2                    | 53° 26' 28" NB, 5° 38' 7" OL  | 7676   | Boerderij met wit bepleisterd voorhuis onder schilddak met dakkapel en schoorsteen |
| Karakteristiek Amelander huis onder zadeldak tussen topgevels                      | Woonhuis                 | 1850                                                              |                                  | Kerkpad 2                           | 53° 26' 9" NB, 5° 38' 25" OL  | 7677   | Karakteristiek Amelander huis onder zadeldak tussen topgevels                      |
| Karakteristiek Amelander huis onder zadeldak tussen topgevels                      | Woonhuis                 | 1663                                                              |                                  | O.P. Lapstraat 2                    | 53° 26' 29" NB, 5° 38' 13" OL | 7678   | Upload foto                                                                        |
| Karakteristiek Amelander huis onder zadeldak tussen topgevels                      | Woonhuis                 | 1731                                                              |                                  | Oosterlaan 9                        | 53° 26' 12" NB, 5° 38' 28" OL | 7679   | Meer afbeeldingen                                                                  |
| Karakteristiek Amelander huis onder zadeldak tussen topgevels                      | Woonhuis                 |                                                                   |                                  | Oosterlaan 13                       | 53° 26' 13" NB, 5° 38' 28" OL | 7680   | Meer afbeeldingen                                                                  |
| Karakteristiek Amelander huis onder zadeldak tussen topgevels                      | Woonhuis                 | 1864                                                              |                                  | Oosterlaan 17                       | 53° 26' 14" NB, 5° 38' 28" OL | 7681   | Meer afbeeldingen                                                                  |
| Karakteristiek Amelander huis onder zadeldak tussen topgevels                      | Woonhuis                 | 1728                                                              |                                  | Oosterlaan 21                       | 53° 26' 15" NB, 5° 38' 28" OL | 7682   | Meer afbeeldingen                                                                  |
| Pand onder zadeldak tussen topgevels                                               | Woonhuis                 | 1740                                                              |                                  | Oosterlaan 23                       | 53° 26' 16" NB, 5° 38' 29" OL | 7683   | Meer afbeeldingen                                                                  |
| Oudheidkamer                                                                       | Woonhuis                 | 1751                                                              |                                  | Oosterlaan 31                       | 53° 26' 18" NB, 5° 38' 30" OL | 7684   | Meer afbeeldingen                                                                  |
| Magnuskerk (kerk)                                                                  | Kerk en kerkonderdeel    | 15e eeuw 1678 (herstel) 1879 (herstel) 1970-1972 (restauratie)    | P.L. de Vrieze (rest. 1970-1972) | Oosterlaan 2                        | 53° 26' 9" NB, 5° 38' 27" OL  | 7685   | Meer afbeeldingen                                                                  |
| Magnuskerk (kerktoren)                                                             | Kerk en kerkonderdeel    | eind 15e eeuw 1896 (herstel) 1970-1972 (restauratie)              | P.L. de Vrieze (rest. 1970-1972) | Oosterlaan 2                        | 53° 26' 9" NB, 5° 38' 27" OL  | 7686   | Meer afbeeldingen                                                                  |
| Karakteristiek Amelander huis onder zadeldak tussen topgevels                      | Woonhuis                 | 1747                                                              |                                  | Oosterlaan 8                        | 53° 26' 11" NB, 5° 38' 30" OL | 7687   | Upload foto                                                                        |
| Pand onder zadeldak tegen topgevel                                                 | Boerderij                | 1876                                                              |                                  | Oosterlaan 16                       | 53° 26' 14" NB, 5° 38' 30" OL | 7688   | Meer afbeeldingen                                                                  |
| Karakteristiek Amelander huis onder zadeldak tussen topgevels                      | Woonhuis                 |                                                                   |                                  | Oosterlaan 22                       | 53° 26' 15" NB, 5° 38' 30" OL | 7689   | Meer afbeeldingen                                                                  |
| Karakteristiek Amelander huis onder zadeldak tussen topgevels                      | Woonhuis                 |                                                                   |                                  | Oosterlaan 26                       | 53° 26' 15" NB, 5° 38' 31" OL | 7690   | Karakteristiek Amelander huis onder zadeldak tussen topgevels                      |
| Karakteristiek Amelander huis onder zadeldak tussen topgevels                      | Woonhuis                 | 1760                                                              |                                  | Oosterlaan 30                       | 53° 26' 16" NB, 5° 38' 31" OL | 7691   | Meer afbeeldingen                                                                  |
| Karakteristiek Amelander huis onder zadeldak tussen topgevels                      | Woonhuis                 | 1755                                                              |                                  | Oranjeweg 3-5                       | 53° 26' 30" NB, 5° 38' 14" OL | 7692   | Karakteristiek Amelander huis onder zadeldak tussen topgevels                      |
| Bornrif                                                                            | Kust- en oevermarkering  | 1880                                                              | Q. Harder                        | Oranjeweg 57                        | 53° 26' 54" NB, 5° 37' 36" OL | 7693   | Meer afbeeldingen                                                                  |
| Karakteristiek Amelander huis onder zadeldak tussen topgevels                      | Woonhuis                 |                                                                   |                                  | Schoolstraat 8                      | 53° 26' 21" NB, 5° 38' 23" OL | 7694   | Karakteristiek Amelander huis onder zadeldak tussen topgevels                      |
| Hoekpand met wit bepleisterde gevels                                               | Woonhuis                 |                                                                   |                                  | Tussen Dijken 2                     | 53° 26' 18" NB, 5° 38' 31" OL | 7695   | Meer afbeeldingen                                                                  |
| Karakteristiek Amelander huis onder zadeldak tussen topgevels                      | Woonhuis                 | 1751                                                              |                                  | Westerlaan 1                        | 53° 26' 19" NB, 5° 38' 22" OL | 7696   | Meer afbeeldingen                                                                  |
| Karakteristiek Amelander huis onder zadeldak tussen topgevels                      | Woonhuis                 | 1721                                                              |                                  | Westerlaan 3                        | 53° 26' 19" NB, 5° 38' 21" OL | 7697   | Meer afbeeldingen                                                                  |
| Karakteristiek Amelander huis onder zadeldak tussen topgevels                      | Woonhuis                 | 1761                                                              |                                  | Westerlaan 9                        | 53° 26' 19" NB, 5° 38' 20" OL | 7698   | Meer afbeeldingen                                                                  |
| Pand onder zadeldak tegen topgevel                                                 | Woonhuis                 | 1619                                                              |                                  | Westerlaan 17                       | 53° 26' 19" NB, 5° 38' 18" OL | 7699   | Meer afbeeldingen                                                                  |
| Pand onder zadeldak tegen topgevel                                                 | Woonhuis                 | 1619                                                              |                                  | Westerlaan 19                       | 53° 26' 20" NB, 5° 38' 18" OL | 7700   | Meer afbeeldingen                                                                  |
| Karakteristiek dubbel Amelander huis onder zadeldak tussen topgevels               | Woonhuis                 | 1708 (links) 1710 (rechts)                                        |                                  | Westerlaan 21                       | 53° 26' 20" NB, 5° 38' 17" OL | 7701   | Karakteristiek dubbel Amelander huis onder zadeldak tussen topgevels               |
| Karakteristiek Amelander huis onder zadeldak tussen topgevels                      | Woonhuis                 | 1675                                                              |                                  | Westerlaan 2                        | 53° 26' 19" NB, 5° 38' 22" OL | 7702   | Meer afbeeldingen                                                                  |
| Karakteristiek Amelander huis onder zadeldak tussen topgevels                      | Woonhuis                 | 1897                                                              |                                  | Westerlaan 14                       | 53° 26' 21" NB, 5° 38' 18" OL | 7703   | Karakteristiek Amelander huis onder zadeldak tussen topgevels                      |
| Karakteristiek Amelander huis onder zadeldak tussen topgevels                      | Woonhuis                 | 1771                                                              |                                  | Westerlaan 16                       | 53° 26' 21" NB, 5° 38' 18" OL | 7704   | Karakteristiek Amelander huis onder zadeldak tussen topgevels                      |
| Karakteristiek Amelander huis onder zadeldak tussen topgevels                      | Woonhuis                 | 1744                                                              |                                  | Zuiderlaan 9                        | 53° 26' 6" NB, 5° 38' 25" OL  | 7705   | Karakteristiek Amelander huis onder zadeldak tussen topgevels                      |
| Karakteristiek Amelander huis onder zadeldak tussen topgevels                      | Woonhuis                 | 1670                                                              |                                  | Zuiderlaan 13                       | 53° 26' 7" NB, 5° 38' 25" OL  | 7706   | Meer afbeeldingen                                                                  |
| Karakteristiek Amelander huis onder zadeldak tussen topgevels                      | Woonhuis                 | 1710                                                              |                                  | Zuiderlaan 19                       | 53° 26' 8" NB, 5° 38' 25" OL  | 7707   | Karakteristiek Amelander huis onder zadeldak tussen topgevels                      |
| Karakteristiek Amelander huis onder zadeldak tussen topgevels                      | Woonhuis                 |                                                                   |                                  | Zuiderlaan 14                       | 53° 26' 7" NB, 5° 38' 27" OL  | 7709   | Meer afbeeldingen                                                                  |
| Karakteristiek Amelander huis onder zadeldak tussen topgevels                      | Woonhuis                 | 1783                                                              |                                  | Zuiderlaan 16                       | 53° 26' 8" NB, 5° 38' 27" OL  | 7710   | Meer afbeeldingen                                                                  |
| Hotel De Zwaan                                                                     | Horeca                   | 1772                                                              |                                  | Zwaneplein 6                        | 53° 26' 29" NB, 5° 38' 17" OL | 7711   | Hotel De Zwaan                                                                     |
| Bornrif, woningen vuurtorenwachters                                                | Dienstwoning             | 1880 (nrs. 45-46, 47 en 49-51) 1886 (nrs. 53-55) 1978 (renovatie) | waarsch. Q. Harder               | Oranjeweg 45-46, 47, 49-51 en 53-55 | 53° 26' 54" NB, 5° 37' 36" OL | 512336 | Bornrif, woningen vuurtorenwachters                                                |